# (8123) Canaletto
(8123) Canaletto (3138 T-1) – planetoida z grupy pasa głównego asteroid okrążająca Słońce w ciągu 3,46 lat w średniej odległości 2,29 au. Odkryta 26 marca 1971 roku.